# Driloleirus macelfreshi
Driloleirus macelfreshi é uma espécie de invertebrado da família Megascolecidae.
É endémica dos Estados Unidos da América.